# Surinam en los Juegos Olímpicos de Río de Janeiro 2016
El Equipo Olímpico de Surinam (identificado con el código SUR) fue una de las delegaciones participantes en los Juegos Olímpicos de Río 2016, representante de Surinam.
El Comité Olímpico de Surinam envió un equipo de seis atletas, cuatro hombres y dos mujeres, igualando la misma cantidad de atletas que en los Juegos Olímpicos de Seúl 1988 y los Juegos Olímpicos de Barcelona 1992. Todo los atletas del equipo consiguieron slots universales, a excepción del sprinter Jurgen Themen que entró al clasificarse por mérito propio.
A pesar de que la delegación no obtuvo ninguna medalla, Renzo Tjon-A-Joe impuso el récord nacional de velocidad en los 50 metros libres.

## Deportes

### Atletismo
Surinam logró la participación de dos atletas.
| Atleta        | Evento                | Eliminatorias | Eliminatorias | Cuartos de final | Cuartos de final | Semifinal    | Semifinal    | Final        | Final        |
| Atleta        | Evento                | Resultado     | Rango         | Resultado        | Rango            | Resultado    | Rango        | Resultado    | Rango        |
| ------------- | --------------------- | ------------- | ------------- | ---------------- | ---------------- | ------------ | ------------ | ------------ | ------------ |
| Jurgen Themen | 100 metros masculinos | Exento        | Exento        | 10.47            | 8                | No clasificó | No clasificó | No clasificó | No clasificó |
| Sunayna Wahi  | 100 metros femeninos  | 12.09         | 1 Q           | 12.25            | 8                | No clasificó | No clasificó | No clasificó | No clasificó |

### Bádminton
Surinam ha recibido una invitación de la Comisión tripartita para enviar un jugador de bádminton en el evento individual masculino.
| Atleta     | Evento            | Fase de grupos               | Fase de grupos            | Fase de grupos | Eliminatorias       | Cuartos de final    | Semifinal           | Final / BM          | Final / BM   |
| Atleta     | Evento            | Oponente Puntuación          | Oponente Puntuación       | Rank           | Oponente Puntuación | Oponente Puntuación | Oponente Puntuación | Oponente Puntuación | Rank         |
| ---------- | ----------------- | ---------------------------- | ------------------------- | -------------- | ------------------- | ------------------- | ------------------- | ------------------- | ------------ |
| Soren Opti | Single masculino. | Lee C W (MAS) L (2–21, 3–21) | Wong (SIN) L (5–21, 6–21) | 3              | No clasificó        | No clasificó        | No clasificó        | No clasificó        | No clasificó |

### Yudo
Surinam ha recibido una invitación de la Comisión tripartita para enviar un judoca que compita en la categoría media de peso ligero de los hombres (66 kg) para los Juegos Olímpicos, Surinam no participaba en este deporte desde 1988.
| Atleta         | Evento           | Ronda de 64        | Ronda de 32              | Ronda de 16        | Cuartos de final   | Semifinal          | Repechaje          | Final / BM         | Final / BM   |
| Atleta         | Evento           | Oponente Resultado | Oponente Resultado       | Oponente Resultado | Oponente Resultado | Oponente Resultado | Oponente Resultado | Oponente Resultado | Rank         |
| -------------- | ---------------- | ------------------ | ------------------------ | ------------------ | ------------------ | ------------------ | ------------------ | ------------------ | ------------ |
| Yigal Kopinsky | Masculino −66 kg | Exento             | Zourdani (ALG) L 000–100 | No clasificó       | No clasificó       | No clasificó       | No clasificó       | No clasificó       | No clasificó |

### Natación
Surinam ha recibido una invitación de FINA para enviar dos nadadores (uno masculino y otro femenino) a los Juegos Olímpicos.
| Atleta           | Evento                           | Clasificación | Clasificación | Semifinal    | Semifinal    | Final        | Final        |
| Atleta           | Evento                           | Tiempo        | Rank          | Tiempo       | Rank         | Tiempo       | Rank         |
| ---------------- | -------------------------------- | ------------- | ------------- | ------------ | ------------ | ------------ | ------------ |
| Renzo Tjon A Joe | Masculino 50 metros estilo libre | 22.23         | =21           | No clasificó | No clasificó | No clasificó | No clasificó |
| Evita Leter      | Femenino 100 metros              | 1:14.96       | 37            | No clasificó | No clasificó | No clasificó | No clasificó |